# Liesville-sur-Douve
Liesville-sur-Douve település Franciaországban, Manche megyében. Lakosainak száma 214 fő (2022. január 1.). Liesville-sur-Douve Appeville, Beuzeville-la-Bastille, Blosville, Carentan-les-Marais, Picauville és Sainte-Mère-Église községekkel határos.

## Népesség
A település népességének változása:
| Lakosok száma | 231  | 153  | 149  | 212  | 204  | 203  | 204  | 206  | 207  | 214  |
|               | 1968 | 1982 | 1990 | 2006 | 2013 | 2015 | 2017 | 2019 | 2020 | 2022 |